# IC 5146
IC 5146（也稱為科德韋爾19，Sh 2-125，和繭星雲）是位於天鵝座的一個反射/發射星雲和科德韋爾天體。IC 5146特別是指星雲中的星團和Sh2-125，它的亮度是+10.0/+9.3/+7.2.。它的天體座標是赤經21h 53.5m，赤緯+47° 16′， 鄰近肉眼可以看見的天鵝座π、蝎虎座的疏散星團NGC 7209，和明亮的疏散星團M39。這個星團距離大約4,000光年遠，中心的恆星大約是在10萬年前形成的；星雲的視直徑大約12弧分，實直徑相當於15光年 依觀看IC 5146的經驗，暗星雲巴納德168 (B168) 是一個不可分割的目標，它形成一條暗帶環繞著星團，並且投影在西方拖曳在繭星雲的後方。

## 外部連結
- SEDS – IC 5146
- Simbad – IC 5146
- NED – IC 5146（页面存档备份，存于）
- IC5146
- Sharpless Catalog 125
- WikiSky上关于IC 5146的内容：DSS2, SDSS, GALEX, IRAS, 氢α, X射线, 天文照片, 天图, 文章和图片